# Johanna von Rosental

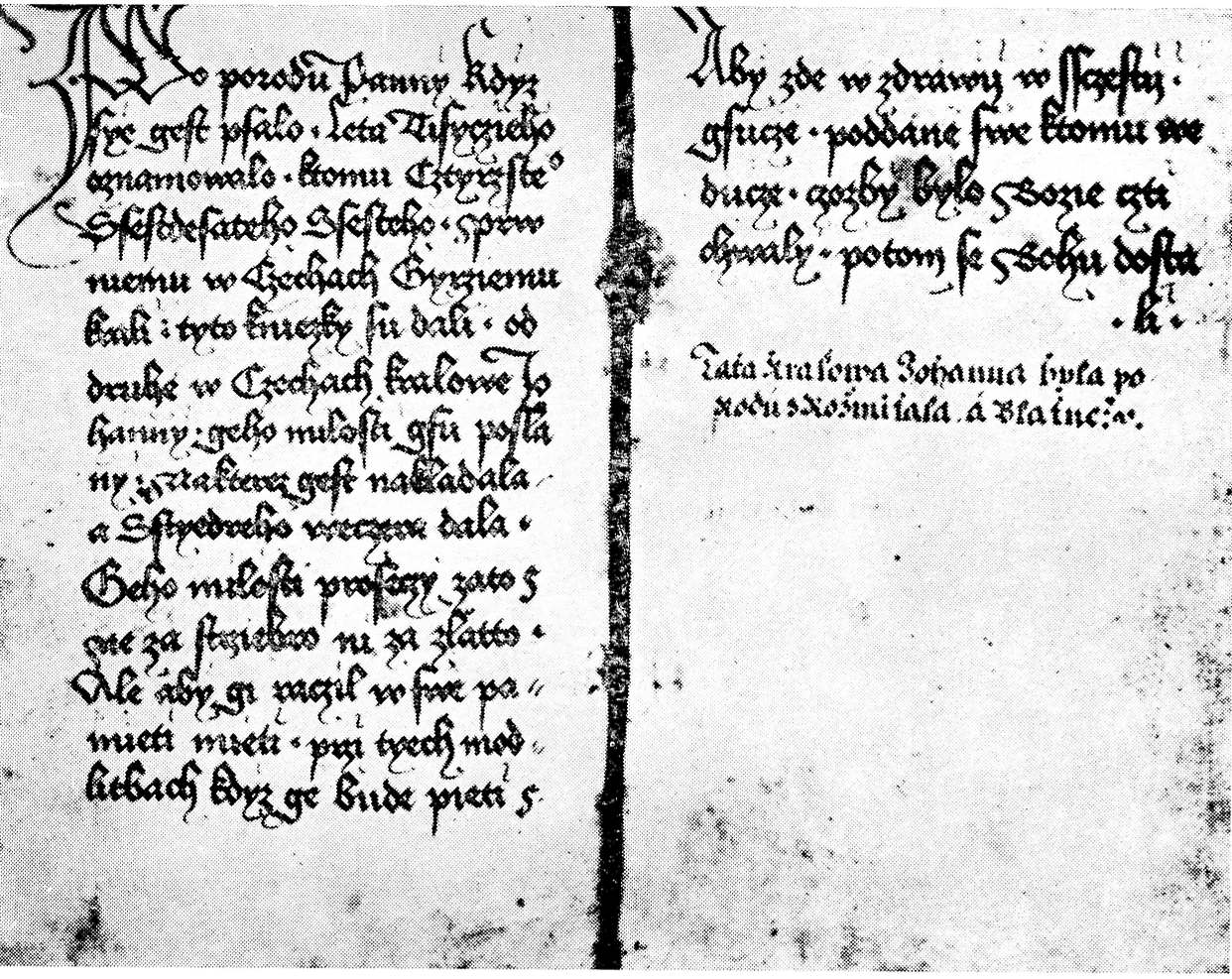
Das Gebetbuch Georgs von Podiebrad mit Johannas Widmung

Johanna von Rosental (tschechisch Johana z Rožmitálu; † 12. November 1475) war als Ehefrau des Königs Georg von Podiebrad Königin von Böhmen. Sie entstammte dem böhmischen Adelsgeschlecht Lev von Rosental.

## Leben
Die zweite Frau des böhmischen Königs hatte zwei Brüder und eine Schwester. Obwohl ihre Familie dem katholischen Lager angehörte, sympathisierten ihr Vater und ihr Onkel mit den Hussiten. Nach dem Tod von Kunigunde von Sternberg, der ersten Frau Georgs, die im November 1449 bei der Geburt von Zwillingen gestorben war, heiratete der Witwer mit fünf Kindern 1450 Johanna. Kurz darauf wurde Georg zum Landesverweser ernannt und am 27. Februar 1458 zum König gewählt. Am 8. Mai 1458 erfolgte die Krönung Johannas zur Königin.
In den nächsten achtzehn Jahren bestimmte sie mittelbar, aber auch unmittelbar das Schicksal des Königreichs Böhmen. Ihr Wunsch war dabei, im Land wieder Frieden zwischen den Religionen herzustellen. Schon ihre Hochzeit war in der damaligen Zeit wegweisend für eine offene Glaubensrichtung. Obwohl katholisch, heiratete sie nach dem Glauben der Reformatoren und setzte damit ein Zeichen für die Verträglichkeit des Glaubens und gegenseitigen Respekt.
Als Königin nahm sie an den Sitzungen des Königsrats teil, reiste mit ihrem Mann zu politischen Konferenzen und führte selbst Verhandlungen mit verfeindeten Parteien. Daneben hatte sie auch Mutterpflichten für fünf Kinder aus der ersten Ehe Georgs und weitere zwei Kinder, die sie in den ersten Jahren nach der Hochzeit gebar. Zusätzlich nahm sie noch den jungen Matthias Corvinus und eine sächsische Prinzessin auf.
Sie setzte sich auch für Schwache und Arme ein und verlangte Milde und Gerechtigkeit gegenüber Gefangenen und Aufständischen. Ihrem Mann schenkte sie 1466 zu Weihnachten ein Gebetbuch, erwähnenswert, weil es die erste historisch belegte Buchschenkung in Böhmen war. Das Geschenk erfolgte auch zu einer Zeit, als der Papst die Geduld mit dem böhmischen König verlor, ihn zum Ketzer ausrief und einen Kreuzzug gegen Böhmen organisierte. Später wurden auch die Königin und deren Kinder vom Papst unter Bann gestellt.
Das band sie noch mehr an ihren Mann und sein Amt. Als Georg während der Kämpfe gegen seinen ehemaligen Schwiegersohn Corvinus Prag verlassen musste, übernahm Johanna seine Aufgaben. 1470 rief sie die königstreuen Junker zusammen und zog an deren Spitze gegen ihren einstigen Zögling, den ungarischen König, der kurz vor Prag stand.
1471, nach dem Tod Georgs berief sie die Landesversammlung ein, in der es ihr gelang, das Vermächtnis ihres Mannes durchzusetzen, der den polnischen Prinzen Vladislav zu seinem Nachfolger bestimmt hatte. Sie unterstützte den neuen König mit dem erworbenen politischen Wissen, Autorität und Macht. Sie galt als Mitregentin, die Versammlungen einberief, den böhmischen Adel zur Eintracht aufrief und die Wiedervereinigung des Landes forderte, das zum Teil durch den Ungarn Matthias besetzt war.
1473 zog sie sich auf ihren Sitz nach Mělník zurück, führte aber von hier weiterhin intensive Verhandlungen mit bayerischen und sächsischen Herzögen.
Ihr Sohn Hynek von Podiebrad war Reichsfürst, Herzog von Münsterberg, Graf von Glatz, Diplomat und Schriftsteller.